# Gudarnas dotter
Gudarnas dotter (originaltitel: A Daughter of the Gods) var en amerikansk stum-Fantasyfilm från 1916 skriven och regisserad av Herbert Brenon. Filmen var kontroversiell på grund av sekvenserna av vad som betraktades som överflödig nakenhet av karaktären Anitia, spelad av den australiska simstjärnan Annette Kellermann. Scenen, som utspelar sig under en vattenfallssekvens, anses vara den första kompletta nakenscenen av en stor stjärna, även om det mesta av Kellermans kropp täcks av hennes långa hår. Den filmades av Fox Film Corporation i Kingston, Jamaica och regisserades av Herbert Brenon.

## Bakgrund
Brenon skrev manuset till filmen, troligen influerad av David Belasco och John Luther Longs Broadway-pjäs The Darling of the Gods från 1902 med Blanche Bates, Robert T. Haines och George Arliss i huvudrollerna. Pjäsen skiljer sig genom att den utspelar sig i det feodala Japan medan filmen är inspelad i ett undervattensrike, inte olikt Atlantis.
Brenon gjorde aspekter av pjäsen filmiska (undervattenssekvenser, Kellermans nakenhet, etc.) i ett uppenbart försök att undvika anklagelser om plagiat av Belascos pjäs och därmed en rättegång.

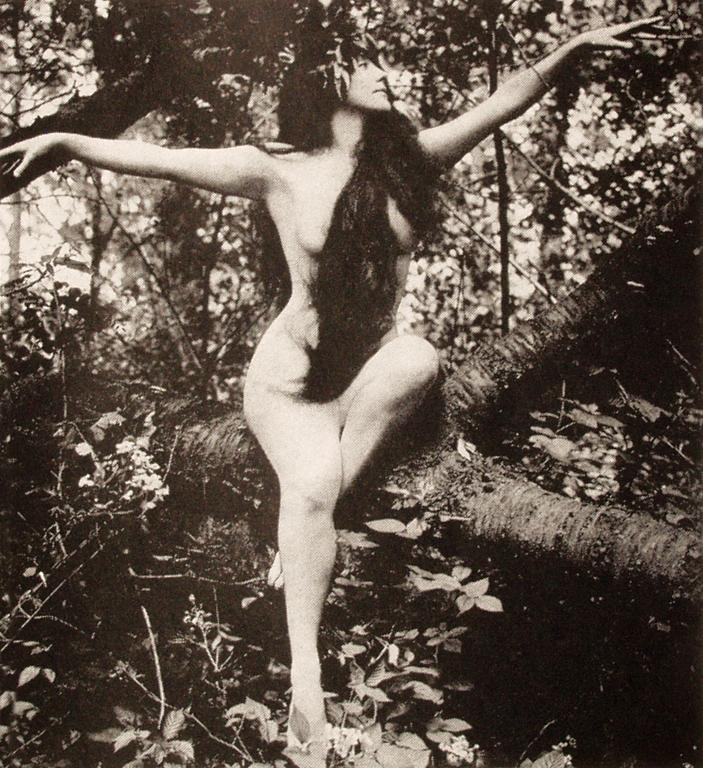
En stillbild av stjärnan Annette Kellerman

## Produktion
Efter att ha fått filmuppdraget med en budgetgräns på 1 miljon amerikanska dollar besökte regissören Brenon Metropolitan Museum of Art i New York City där han inspirerades av målningar som A Dream of the Arabian Nights av Villegas. Inledningsscenen av filmen påstods vara en sammansättning av Cabanels Venus födelse och Coypels Venus frolicking in the Sea with Nymphs.
Musiken komponerades speciellt för filmen av Robert Hood Bowers och spelades av orkester på plats under varje visning. Den ansågs vara den mest minnesvärda filmmusiken fram till den tiden.

## Mottagande
Filmcensurstyrelserna i USA och Kanada godkände filmen trots nakenheten. President Wilson och hans fru deltog i filmens premiärvisning den 18 december 1916 på Belasco Theatre, som en del av firandet av sin första bröllopsdag. 

## Bevarande
Även om stillbilder och reklambilder har överlevt anses Gudarnas dotter vara en förlorad film.